# Пестрецово
Пестрецово — деревня в Ярославском районе Ярославской области России. 
В рамках организации местного самоуправления входит в Заволжское сельское поселение; в рамках административно-территориального устройства включается в Пестрецовский сельский округ в качестве его центра. Ранее была центром одноимённого Пестрецовского сельсовета Ярославского района.

## География
Расположена в 7 км от восточной границы города Ярославль. В 3 км к западу находится посёлок Заволжье — центр Заволжского сельского поселения.

## Население
| 2007 | 2010 |
| ---- | ---- |
| 604  | ↗648 |

По состоянию на 1989 год в деревне проживало 533 человека.
Население на 1 января 2007 года — 604 человека.

## Инфраструктура
Деревня Пестрецово состоит из нескольких улиц, застройка преимущественно деревянная, имеются кирпичные дома. В деревне есть основная школа, детский сад, дом культуры, библиотека, ФАП (филиал Ярославской центральной районной больницы), административное здание бывшего сельсовета, 2 магазина, кафе, контора колхоза «Прогресс».

## Достопримечательности
Одним из памятников советской эпохи в Пестрецово можно считать недостроенный ДК. Очаг культуры в этой деревне есть и сейчас, размещался в здании деревянной церкви, не так давно клуб переведён в здание магазина.

## Памятники
- Воинам-землякам, погибшим во время Великой Отечественной войны[8].
- Мемориальная доска Амет-Хану Султану.